# Pascual Ruiz Huidobro
Pascual Ruiz Huidobro (* 1. April 1752 in Ourense, Galicien, Spanien; † im März 1813 in Mendoza, Argentinien) war ein spanischer Militär und Politiker.
Ruiz Huidobro kam 1777 im Zuge der Expedition des Vizekönigs Pedro de Ceballos an den Río de la Plata.
Von 1804 bis zum 3. Februar 1807 war er Gouverneur von Montevideo im heutigen südamerikanischen Uruguay.
Er kämpfte dabei gegen die britischen Invasionen am Río de la Plata. In diesem Zusammenhang geriet er nach der Niederlage in der „Schlacht von Cardel“ (Combate del Cardel) vom 20. Januar 1807 in britische Gefangenschaft, als die Stadt von den britischen Truppen unter Führung von Samuel Auchmuty am 3. Februar 1807 die Stadt besetzten.
Nach der Absetzung des zu dieser Zeit amtierenden aber geflüchteten Vizekönigs Sobremonte wurde der sich noch in britischer Gefangenschaft befindliche Ruiz Huidobro aufgrund einer königlichen Order vom 24. Februar 1806 zum Vizekönig des Rio de la Plata ernannt. Da diese Order jedoch erst am 29. Juni desselben Jahres in Buenos Aires eintraf, trat der in spanischen Diensten stehende Franzose Santiago de Liniers als ranghöchster Offizier interimsweise das Amt des Vizekönigs kurz vor einem erneuten Angriff britischer Invasionstruppen an.
Ihm zu Ehren ist die Isla Huidobro in der Antarktis benannt.